# Ötzingen
Ötzingen település Németországban, Rajna-vidék-Pfalz tartományban. Lakosainak száma 1343 fő (2023. december 31.).

## Népesség
A település népességének változása:
| Lakosok száma | 921  | 1363 | 1369 | 1371 | 1351 | 1343 |
|               | 1975 | 2017 | 2019 | 2021 | 2022 | 2023 |